# Anthony Nelson Keys
Anthony Nelson Keys (13 tháng 11 năm 1911 - 19 tháng 3 năm 1985) là nhà sản xuất phim người Anh, nổi tiếng với công việc của ông với Hammer Film Productions. Cha của ông là Nelson Keys và anh trai John Paddy Carstairs.

## Chọn phim
- Lời nguyền của Frankenstein (1957)
- Quatermass 2 (1957)
- Lưỡi lê thép (1957)
- Kinh dị của Dracula (1958)
- Sự trả thù của Frankenstein (1958)
- Cướp biển sông máu (1961)
- Cưỡi ác quỷ (1967)